# Trematopygus ruficornis
Trematopygus ruficornis là một loài tò vò trong họ Ichneumonidae.